# Yağmur Tanrısevsin
Yağmur Tanrısevsin (* 28. Januar 1991 in Mersin) ist eine türkische Schauspielerin.

## Leben und Karriere
Tanrısevın studierte an der Marmara-Universität. Ihr Debüt gab sie 2012 in der Serie Pis Yedili. Danach trat sie in der Serie Adını Feriha Koydum. Außerdem spielte sie in dem US-amerikanischen Film  The Tragedy.
2013 bekam Tanrısevsin eine Rolle in dem Film Aşk Ağlatır. Danach spielte sie in den Filmen Geniş Aile: Yapıştır und „Yok Artık 2“. Ihren Durchbruch hatte sie in der Fernsehserie Güneşi Beklerken. Unter anderem wurde sie 2014 für die Serie Kaçak gecastet. Später spielte sie in den Serien Bana Baba Dedi, Mayıs Kraliçesi und İki Yalancı. 2020 spielte Tanrısevsin in dem erfolgreichen türkischen Film Baba Parası.

## Filmografie
Filme
- 2013: The Tragedy
- 2013: Aşk Ağlatır
- 2015: Geniş Aile Yapıştır
- 2016: Yok Artık! 2
- 2020: Baba Parası

Serien
- 2012: Kalbim Seni Seçti
- 2012: Pis Yedili
- 2012: Adını Feriha Koydum
- 2013–2014: Güneşi Beklerken
- 2014–2015: Kaçak
- 2015: Bana Baba Dedi
- 2015–2016: Mayıs Kraliçesi[5]
- 2017: İki Yalancı
- 2021: Menajerimi Ara
- 2021–2022: Kalp Yarası

## Auszeichnungen

### Gewonnen
- 2014: 5th Ayaklı News Paper Television Awards in der Kategorie „Beste Nebendarstellerin“[6]